# Silencioso hospitalar

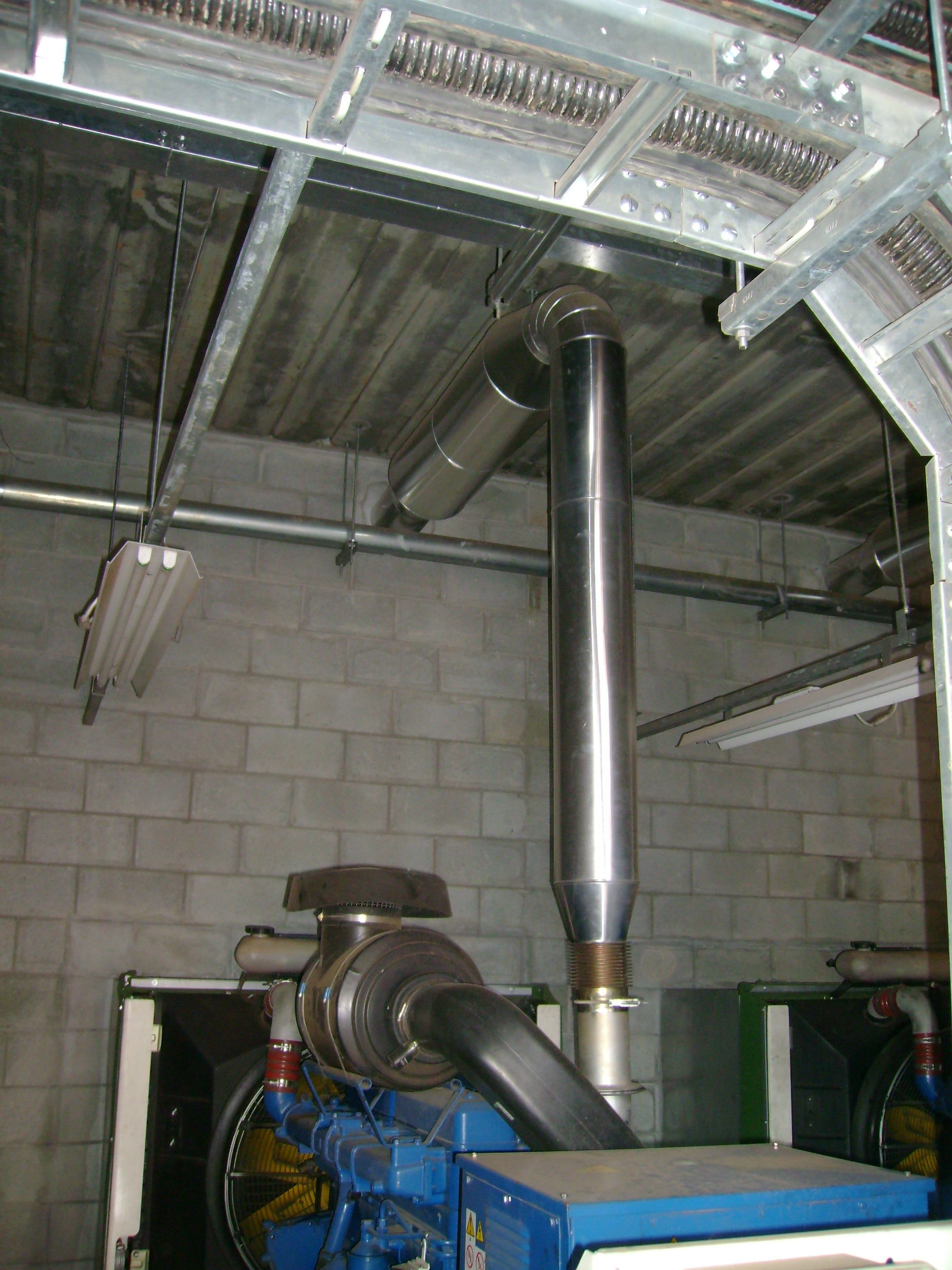
Silencioso em aplicação em grupo gerador

Os silenciosos hospitalares são aplicados em grupo gerador de energia, onde necessita de redução de ruído.
Os parâmetros métricos da instalação se baseiam especificamente na potência do gerador - motor, este equipamento não altera a sua eficiência.
Os silenciosos podem ou não são providos de dispositivo corta-fagulha, onde este não permite que as fagulhas e fuligem provenientes do motor não saiam pela tubulação de escape, fabricados no Brasil com atenuação média de 35 db(A), fabricado principalmente em materiais como Aço Carbono e Aço Inox, podendo ou não conter revestimento interno em lã de vidro, os principais acabamentos são, pintado, galvanizado ou bruto.
geralmente para facilitar a manutenção do mesmo são fixados nas tubulações  flanges parafusadas.